# Speed flying
Speed flying e speed riding,  são esportes aéreos de aventura, onde se desce voando muito próximo ao solo, tocando muitas vezes, montanhas, ou semelhantes, com um parapente de tamanho reduzido, feito para grandes velocidades. A diferença entre o speed flying e o speed riding, é o fato de o segundo ser feito com esquis e o primeiro sem.